# Hil Yesenia Hernández Escobar
Hil Yesenia Hernández Escobar (ur. 1 grudnia 1983 w Castro, Chile) jest królową piękności z Chile.
26 listopada 2006 została Miss Earth, pokonując 81 delegatek.
Poprzedniczka: Alexandra Braun Waldeck Miss Earth 2006 Następczyni: Jessica Trisko